# James K. Baxter
James Keir Baxter (Dunedin, 29 giugno 1926 – Auckland, 22 ottobre 1972) è stato un poeta neozelandese.

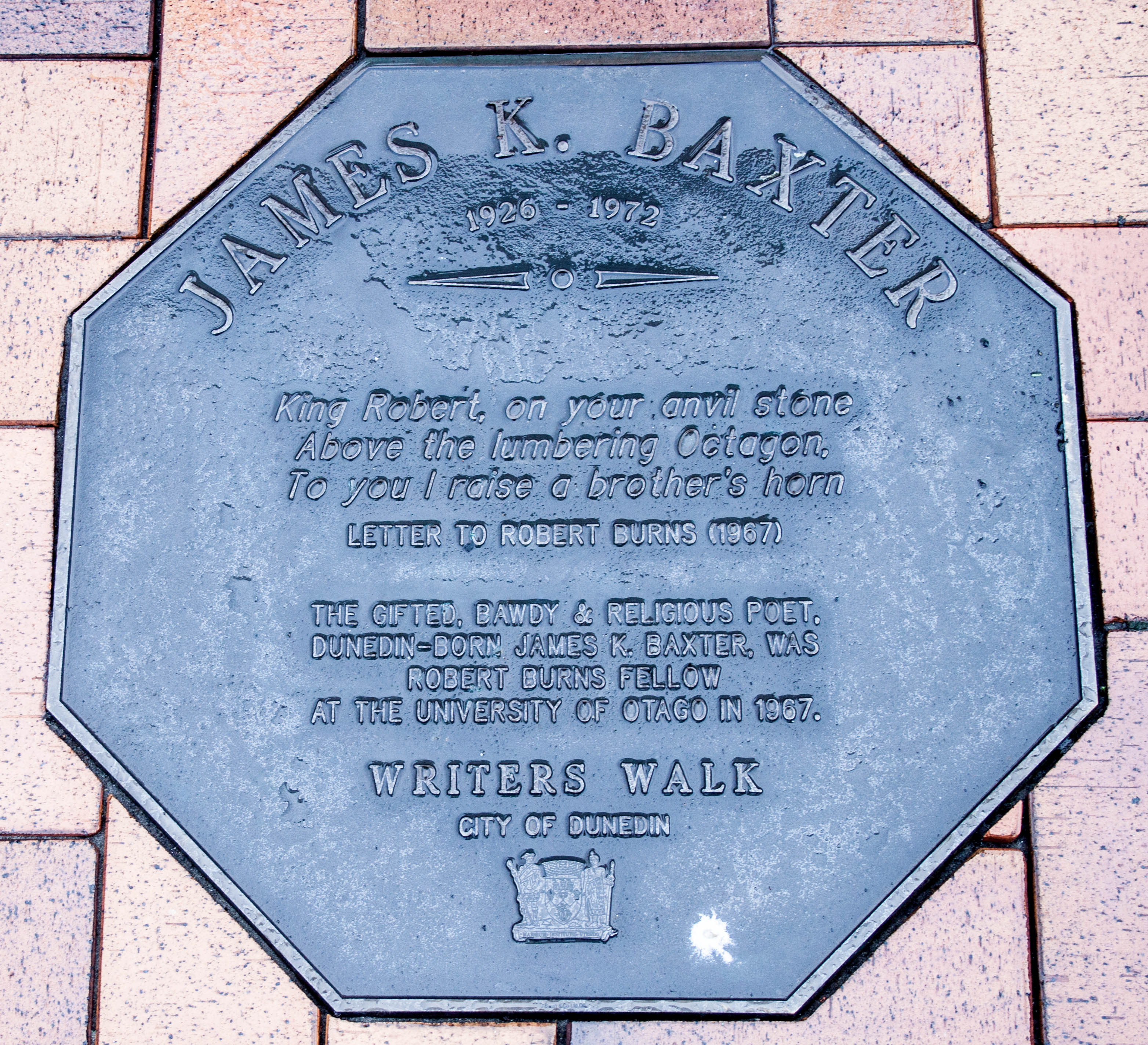

Divenne celebre come innovatore della poesia neozelandese; tra le sue opere si ricordano Beyond the palisade (1944), Pig Island letters (1966), The man and the horse (1968), ecc.